# Wicken (Northamptonshire)
Wicken is een civil parish in het bestuurlijke gebied South Northamptonshire, in het Engelse graafschap Northamptonshire met 295 inwoners.